# Oscar Alemán
Oscar Marcelo Alemán (Machagai, 20 de febrero de 1909 - Buenos Aires, 14 de octubre de 1980) fue un guitarrista, compositor, cantante y performer argentino, especializado en jazz.

## Biografía

### Comienzos

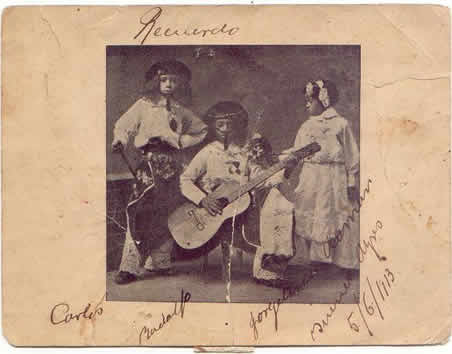
Junto a sus hermanos Carlos y Jorgelina, en 1913.

Oscar Alemán fue el cuarto de los siete hijos de la pianista Marcela Pereira  (indígena qom argentina) y de Jorge Alemán Moreira (nacido en Uruguay), que tocaba la guitarra en un cuarteto de arte nativo, integrado por sus propios hijos Carlos, Jorgelina y Juan. En 1915, con seis años de edad, se integra al conjunto familiar Sexteto Moreira. Allí se inicia bailando y cantando junto a sus hermanos. Es un conjunto folclórico de música y danzas nativas.
En este año viajan a Buenos Aires y actúan en el Parque Japonés, en el Teatro Nuevo y en el Luna Park.
Más tarde, viajan a Brasil.
Tras la muerte de sus padres en 1919, ejerce diversos oficios gracias a los cuales va consiguiendo hacerse con algo de dinero el cual se lo entregaba en custodia a un amigo hasta que por fin se ve en condiciones de comprarse una guitarra y de dedicarse a ella de manera profesional en salas de fiestas, formando el dúo Los Lobos con el guitarrista Gastón Bueno Lobo, con quien regresó a Buenos Aires en 1925, contratados por la compañía del actor cómico Pablo Palitos.
Allí forman trío con el violinista Elvino Vardaro, incursiona como autor de tangos junto a Agustín Magaldi, con quien graba un tema y actúa junto a figuras como Carlos Gardel y Enrique Santos Discépolo.
Graba con RCA Víctor música brasileña, fox trots, valses y tangos, tanto como solista como con Los Lobos.

### Europa
En 1929 Los Lobos y el bailarín Harry Fleming realizan una gira por Europa, tras la cual Alemán se queda en Madrid y más tarde se presenta como solista en el Casino de París.
En 1932 la bailarina estadounidense Joséphine Baker lo convoca a una prueba, tras la cual trabajan juntos hasta 1938.
Ya en solitario, realiza una gira por Europa, conociendo a Louis Armstrong y Duke Ellington, y toca con el guitarrista Django Reinhardt en el Hot Club de Francia, sala dedicada al jazz, donde tocaba la guitarra y bailaba a la vez.

### Regreso a Argentina
La invasión alemana en 1940 lo obliga a volver a Argentina. Logra un éxito con su tema Rosa madreselva, y sigue triunfando con su estilo swing, dedicándose a actuar en distintos lugares.
De la unión con la actriz Carmen Vallejo nació su hija India Alemán. Carmen ya tenía a Selva Carmen Giorno, fruto de su anterior matrimonio; cuando Selva decidió convertirse en actriz, tomó también el apellido de su padrastro y es conocida como Selva Alemán.

### Últimos años
En los años cincuenta funda una escuela para jóvenes guitarristas sin medios económicos y no vuelve a actuar hasta 1971, cuando forma un quinteto de tres violines, contrabajo y batería con el que actúa como guitarra solista. Grabó su último disco en 1979, y falleció al año siguiente.

## Legado y reconocimientos

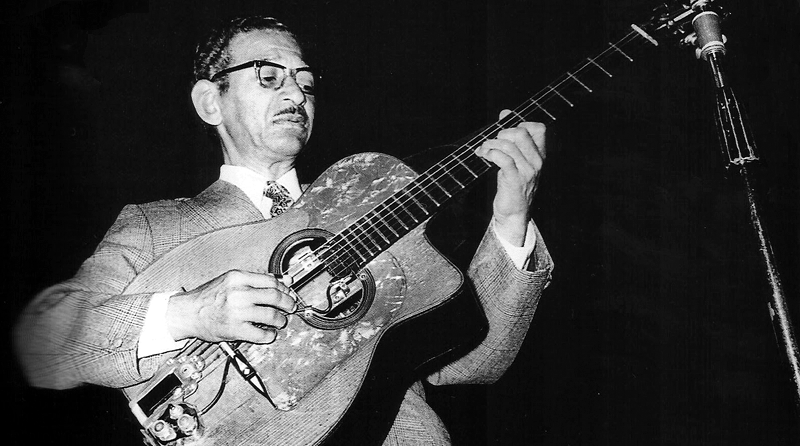
Oscar Alemán toca la guitarra en un escenario (1950).

En 2002 se creó en su honor el Festival Internacional de Guitarra Jazz «Oscar Alemán», para intérpretes jóvenes.
En 2012 se editó el libro "Tributo a Oscar Alemán", con fotos inéditas y gran cantidad de material sobre su vida.
Su nieta, la cantante Jorgelina Alemán sigue sus pasos y sigue manteniendo vivo su nombre a través de la música.

## Obras sobre Oscar Alemán
En 2002 se estrenó el documental La vida con swing, dirigido por Hernán Gaffet, en donde se recorre la vida del artista a través de testimonios de reconocidos músicos de jazz argentinos.
En 2015, el historiador Sergio Pujol publicó La guitarra embrujada, una biografía de Oscar Alemán a la luz de los procesos históricos que ocurrían en Argentina.

## Discografía

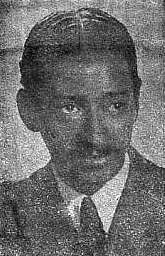
Retrato de Oscar Alemán en un folleto de un programa de Radio Belgrano, en 1948.

- 1927-1929: Hawaianita (Buenos Aires).
- 1930-1933: Ya lo sé (Madrid-París).
- 1933-1935: Fox-musette n.º 301 (París).
- 1936-1938: St. Louis Stomp (París).
- 1939-1940: Doing the gorgonzola (París).
- 1941-1942: Susurrando (Buenos Aires).
- 1943-1944: Negra de cabello duro (Buenos Aires).
- 1945-1949: Haciendo una nueva picardía (Buenos Aires).
- 1951: Río Swanee (Buenos Aires).
- 1952: Scartunas (Buenos Aires).
- 1953: Minuet (Buenos Aires).
- 1954: Ardiente sol (Buenos Aires).
- 1955: Estambul (Buenos Aires).
- 1956-1957: Juca (Buenos Aires).
- 1965: Guitarra de amor (Buenos Aires).
- 1966-1969: Sueño de víbora (Buenos Aires).
- 1970-1972: Moritat (Buenos Aires).
- 1973-1978: Tengo ritmo (Buenos Aires).
- 1979-1980: Vestido de bolero (Buenos Aires).
- 1960-1980: Hombre mío (Buenos Aires).
- 1979: Sí... otra vez! (Buenos Aires).

## Filmografía

### Actor
- Historia de una carta (1957)
- El ídolo del tango (1949)
- Buenos Aires canta (1947)

### Arreglos musicales
- El ángel desnudo (1946)